# Synagoge (Rosenberg)
Koordinaten: 50° 52′ 29,3″ N, 18° 25′ 22,3″ O

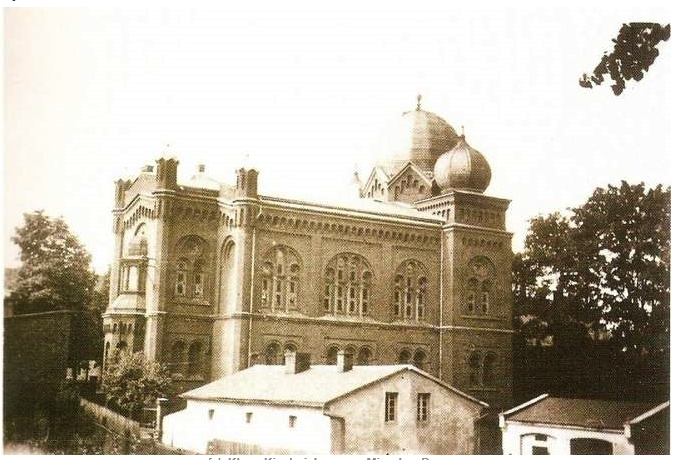
Außenansicht

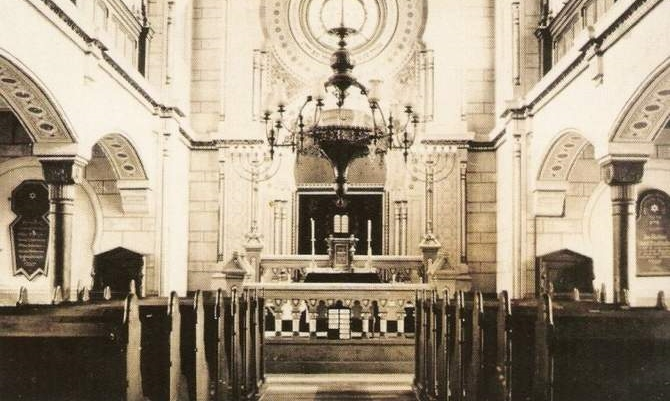
Innenansicht

Die ehemalige Synagoge im oberschlesischen Rosenberg (heute Olesno) stammte aus den 1880er Jahren und wurde während der Novemberpogrome 1938 zerstört. Sie befand sich in der Großen Vorstadt (der heutigen ul. Wielkie Przedmieście).
Die Synagoge war nach Osten ausgerichtet und hatte eine Fassade aus roten Ziegelsteinen. Der Turm besaß zwei kleine zwiebelförmige Kuppeln und in der Mitte eine große Kuppel. Das Bauwerk besaß maurische und romanische Architekturelemente.

## Geschichte
Eine erste Synagoge in Rosenberg wurde 1814 auf Initiative von Pinkus Schönwald errichtet. Das hölzerne Gebäude wurde durch Pantsch und Anton Winkler erbaut. 1887 brannte sie nach einem Blitzeinschlag ab.
Von 1887 bis 1889 wurde an ihrer Stelle die neue Synagoge errichtet. Am 5. Oktober 1887 setzte Rabbiner Blumfeld den Grundstein. Entworfen wurde sie wahrscheinlich von Siegfried Schlesinger. Blumfeld weihte diese 1889 ein.
Während der Novemberpogrome in der Nacht vom 9. auf den 10. November 1938 wurde die Synagoge durch Angehörige der SA in Brand gesteckt und dabei zerstört. Eine der Thorarollen konnte gerettet werden. Ihre Reste müssen noch nach dem Krieg bestanden haben, da sie noch im Sommer 1945 in der Literatur beschrieben wurde. Heute ist sie jedoch vollständig abgetragen.